# Thulecultuur
De Thulecultuur is de cultuur van de Thule (/ˈtuːli/ or /ˈθjuːl/) of proto-Inuit, de voorouders van de tegenwoordige Inuit. Hun oorsprong was rond het jaar 1000 n.Chr. in de Birnirkcultuur van de kuststreken van Alaska, vanwaar zij zich naar het oosten over Canada uitbreidden en Groenland in de 13e eeuw bereikten. Hierbij namen zij de plaats in van het volk van de Dorsetcultuur, die ervoor deze streken bewoonde. De naam Thule is afgeleid van de plaats Thule (tegenwoordig Qaanaaq) in Noordwest-Groenland, tegenover Canada, waar de archeologische overblijfselen van dit volk voor het eerst werden gevonden, bij Comer's Midden. 
Kenmerkend voor de Thulecultuur is, dat door het Thulevolk in Noordwest-Amerika totaal nieuwe technieken voor de jacht en visvangst ontwikkeld werden. Voorbeelden van uitvindingen die worden toegeschreven aan deze cultuur zijn de kajak, zowel eenpersoons als voor meerdere personen, verbeterde harpoenen, lansen, hondensleeën en woningen. Door deze uitvindingen en technieken werd er ook een efficiëntere walvisvangst mogelijk, waarmee grondstoffen voor andere producten zoals eetbare delen van de walvis die rijk aan vitamine C zijn, walvishuid en walvisolie beschikbaar kwamen. Door de betere woningen ging het sociale aspect binnen deze cultuur ook een grotere rol spelen, waarmee rituelen, religie en kunst ook een impuls kregen.
Er zijn aanwijzingen voor dat het Thulevolk in contact kwam met de Vikingen, die de kust van Canada in de 11e eeuw n. Chr. bereikten. Er zijn minder sterke aanwijzigen voor dat dit ook voor de Dorset gold. In bronnen van de Vikingen wordt het Thulevolk mogelijk de "skræling" genoemd, maar het is ook mogelijk dat hiermee de Beothuk werden aangeduid. Een deel van dit volk migreerde naar het zuiden, in de "Tweede Expansie" of "Tweede Fase". Tegen de 13e of 14e eeuw bevolkte het volk het grondgebied dat tegenwoordig door de centrale Inuit bewoond wordt en tegen de 15e eeuw had de Thulecultuur de Dorsetcultuur vervangen. Sinds de 18e eeuw werden de contacten met Europeanen intensiever.
Vanwege de verstorende effecten van de 'Kleine IJstijd', de relatief koude periode die duurde van de vijftiende tot en met de negentiende eeuw, vielen de Thulegemeenschappen uit elkaar en later werden zij bekend als de eskimo's en weer later als de Inuit.